# Конский, Григорий Григорьевич
Григорий Григорьевич Конский (24 мая (6 июня) 1911 года, Москва, Российская империя — 22 июля 1972, Москва, СССР) — советский актёр театра и кино, режиссёр, педагог; заслуженный артист РСФСР (1948), заслуженный деятель искусств Литовской ССР (1954), народный артист РСФСР (1962).

## Биография
Родился 24 мая (6 июня) 1911 года в Москве. Отец — помощник присяжного поверенного округа Московской судебной палаты Конский Григорий Григорьевич (25.08.1884 — 23.03.1933), мать — Конская Ольга Алексеевна (? — 13.08.1976). Был крещен в церкви Бориса и Глеба, что у Арбатских ворот. Дед по отцовской линии — артист Московских Императорских театров Григорий Яковлевич Конский (? — 22.12.1914)
Выпускник Театральной студии под руководством Юрия Завадского.
Актёр (с 1930) и режиссёр (с 1944) МХАТа, амплуа — характерный актёр. Мастерски выявлял индивидуальные особенности персонажа, подчеркивая, а то и гиперболизируя его отдельные черты.
С 1940 года преподаватель актёрского мастерства в ГИТИСе, с 1965 года — профессор. Был среди педагогов первого набора Школы-студии МХАТ в 1943 году. Один из любимейших преподавателей студентов ГИТИСа. Среди учеников: Людмила Касаткина, Марк Захаров, Люсьена Овчинникова, Лия Элиава, Ольга Красина, Нелли Пшенная,Светлана Головина, Владимир Коренев, Вячеслав Бровкин, Станислав Садальский, Людмила Гарница, Михаил Филиппов, Александр Аржиловский, диктор телевидения Нина Кондратова, Юрий Горобец, Ангелина Вовк, Лионелла Пырьева.
В Национальном театре Будапешта (Венгрия) Конский поставил «Таню» Арбузова (1959) и «Живой труп» Толстого (1961). Непременным условием Конского было, что главную роль сыграет Мари Тёрёчик (Mari Törőcsik), никогда не игравшая на сцене. Успех спектакля был оглушительным, став началом блистательной сценической карьеры актрисы и долгой дружбы с Григорием Григорьевичем.

Могила на Ваганьковском кладбище

Умер 22 июля 1972 года в Москве на 62-м году жизни. Похоронен на Ваганьковском кладбище (21 уч.) рядом с родителями. Станислав Садальский на собственные средства, установил на могиле памятник, скромно подписав его Учителю. На памятнике фото Конского, в роли барона Берли в спектакле МХАТ "Мария Стюарт"

## Конский и Булгаков
Григорий Конский был дружен с М. А. Булгаковым и делил с ним в МХАТе одну гримёрку на спектакле «Пиквикский клуб». Частый гость в доме Булгаковых и один из первых слушателей пьес Михаила Афанасьевича. Неоднократно упоминается в дневнике жены, Елены Сергеевны, как «Гриша К.», «Г. Г.», «Гриша Конский»
Конский в молодости более всего походил на Коровьева — самого глумливого члена свиты Воланда. Он послужил Михаилу Афанасьевичу прототипом Фагота в «Мастере и Маргарите», Булгаков даже фамилию ему в романе придумал созвучную, поменяв Конский на Коровьев.

## Театральные работы
- 1933 — Базиль («Безумный день, или Женитьба Фигаро» П. — О. Бомарше)
- 1934 — Джингль («Пиквикский клуб» по Ч. Диккенсу)
- 1940 — Прокурор, позже — Губернатор («Мёртвые души» по Н. В. Гоголю)
- 1940 — Мистер Крэбтри, сэр Бенджамен Бэкбайт (1944), сэр Оливер Сэрфес (1945) («Школа злословия» Р. Шеридана)
- 1943 — Краузе («Русские люди» К. Симонова)
- 1946 — Константин Воропай («Трудные годы» А. Н. Толстого)
- 1946 — Лорд Кавершем («Идеальный муж» О. Уайльда)
- 1948 — Учитель Королевы («Двенадцать месяцев» С. Я. Маршака)
- 1948 — Дулебов и Эраст Громилов («Таланты и поклонники» А. Н. Островского)
- 1954 — «Лермонтов» Б. А. Лавренёва — Великий князь Михаил Павлович
- 1957 — «Мария Стюарт» Ф. Шиллера — Барон Берли
- 1957 — Генерал Бэргойн («Ученик дьявола» Дж. Б. Шоу)
- 1962 — Барин с усами («Горячее сердце» А. Н. Островского)
- 1964 — Дудукин («Без вины виноватые» А. Н. Островского)
- 1964 — Звездинцев («Плоды просвещения» Л. Н. Толстого)
- 1967 — Министр соседней страны («Чрезвычайный посол» П. Л. и А. С. Тур)
- 1971 — Профессор («Соловьиная ночь» В. Ежова)
- Салай Салтаныч и Лавр Мироныч («Последняя жертва» А. Н. Островского)

### Режиссёр
- 1944 — «Последняя жертва» А. Н. Островского
- 1945 — «Идеальный муж» О. Уайльда
- 1947 — «Победители» Б. Чирскова
- 1947 — «Русский вопрос» К. Симонова
- 1949 — «Заговор обречённых» Н. Вирты
- 1953 — «Ангел-хранитель из Небраски» А. Якобсона
- 1956 — «Осенний сад» Л. Хеллман
- 1957 — «Ученик дьявола» Б. Шоу
- 1959 — «Всё остаётся людям» С. И. Алёшина
- 1960 — «Точка опоры» С. И. Алёшина
- 1969 — «Нахлебник» И. С. Тургенева

#### Национальный театр (Будапешт)
- 1959 — «Таня» А. Н. Арбузова
- 1961 — «Живой труп» Л. Н. Толстого

## Фильмография
- 1940 — Будни — лётчик
- 1952 — На дне — Кривой Зоб, крючник
- 1952 — Школа злословия — Мистер Крэбтри, дядя
- 1953 — Анна Каренина — Александр Вронский
- 1960 — Мёртвые души — Антипатр Захарович, прокурор
- 1960—1961 — Воскресение — Корчагин